# Українські шерифи
«Украї́нські шери́фи» — документальний фільм, знятий Романом Бондарчуком у копродукції України, Латвії та Німеччини. Світова прем'єра стрічки відбулась 20 листопада 2015 року на Амстердамському міжнародному документальному кінофестивалі, де отримала Спеціальний приз журі, а в Україні — 26 березня 2016 року на кінофестивалі Docudays UA. Фільм розповідає про жителів села Старої Збур'ївки Херсонської області, зокрема про двох чоловіків, які взяли на себе функції охорони громадського порядку.
Фільм був висунутий Україною на премію «Оскар» за найкращий фільм іноземною мовою.
Займає 56-у позицію у списку 100 найкращих фільмів в історії українського кіно.

## Сюжет
Через те, що в селі Стара Збур'ївка практично немає міліції, функцію охорони громадського порядку беруть на себе двоє місцевих жителів — 50-річний Віктор Кривобородько і 44-річний Володимир Рудьковський.
Віктор і Володя поєднують обов'язки міліціонерів і соціальних працівників: вгамовують сімейні сварки, спиняють бійки між сусідами, шукають потопельників тощо — тобто займаються усім, окрім кримінальних злочинів. Однак після того, як починається війна, настрій у жителів села змінюється.

## Виробництво
Зйомки фільму відбувались протягом 4 років. По закінченню зйомок на місцевих виборах у 2015 році головних героїв стрічки Віктора Кривобородько і Володимира Рудьковського було обрано депутатами сільської ради.

## Випуск
Телепрем'єра стрічки в німецькому дубляжі відбулася 4 квітня 2016 року на німецько-французькому каналі ARD Arte.

## Сприйняття

### Критика
Кінокритик Сергій Тримбач схвально оцінив фільм, охарактеризувавши головних героїв — сільських шерифів Віктора й Володю та голову селищної ради Віктора Маруняка — як оплот нової України, її завтрашнього дня, які самі беруться змінювати своє життя, не чекаючи «сподіваної волі», котру принесуть із Києва чи то Москви і навіть Вашингтона, а саму стрічку — як відеофіксацію цивілізаційного розлому між свободою та рабством.

### Визнання
У 2017 році фільм отримав Премію НСКУ 2017 як "Найкращий український неігровий фільм 2016 року".
| Нагороди та номінації фільму «Українські шерифи» | Нагороди та номінації фільму «Українські шерифи»        | Нагороди та номінації фільму «Українські шерифи»                       | Нагороди та номінації фільму «Українські шерифи» | Нагороди та номінації фільму «Українські шерифи» | Нагороди та номінації фільму «Українські шерифи» |
| Рік                                              | Кінопремія / Кінофестиваль                              | Категорія / Нагорода                                                   | Номінант                                         | Результат                                        |                                                  |
| ------------------------------------------------ | ------------------------------------------------------- | ---------------------------------------------------------------------- | ------------------------------------------------ | ------------------------------------------------ | ------------------------------------------------ |
| 2015                                             | Амстердамський міжнародний документальний кінофестиваль | Спеціальний приз журі за найкращий повнометражний документальний фільм | «Українські шерифи»                              | Перемога                                         |                                                  |